# Edgar Corredor Álvarez
Edgar Corredor Álvarez (Sogamoso, 24 de febrer de 1960) va ser un ciclista colombià, que fou professional entre 1984 i 1996. Va destacar com a escalador, tot i que no aconseguí cap victòria de renom. El seu major èxit fou la classificació dels joves de la Volta a Espanya de 1984.

## Palmarès
- 1983
  - Vencedor d'una etapa del Gran Premi Guillem Tell
- 1984
  - Vencedor de la classificació dels joves de la Volta a Espanya
- 1985
  - Vencedor d'una etapa del Tour de l'Avenir
- 1986
  - 1r a la Vuelta a Cundinamarca
  - Vencedor d'una etapa de la Volta a Colòmbia
- 1991
  - 1r a la Volta a Aragó i vencedor d'una etapa

### Resultats a la Volta a Espanya
- 1984. 5è de la classificació general. Vencedor de la classificació dels joves
- 1985. Abandona
- 1986. 37è de la classificació general
- 1991. Abandona
- 1992. 19è de la classificació general

### Resultats al Tour de França
- 1983. 16è de la classificació general
- 1984. Abandona (11a etapa)
- 1986. Fora de control (18a etapa)
- 1988. 41è de la classificació general